# Mamadou Niang
Mamadou Niang, född 13 oktober 1979 i Matam, är en senegalesisk före detta fotbollsspelare (anfallare) som senast spelade för AC Arles-Avignon i Ligue 2. Hans bror, Papa Niang, är även han professionell fotbollsspelare.